# Zespół POEMS
Zespół POEMS, zespół Crow-Fukase, zespół Takatsuki – bardzo rzadka odmiana szpiczaka plazmocytowego. Nazwa choroby pochodzi od pierwszych liter najczęstszych objawów: polineuropatii, organomegalii, endokrynopatii (zaburzeń endokrynologicznych), monoklonalnej gammmapatii i zaburzeń skórnych.
Zespół po raz pierwszy został opisany w 1956 roku przez Crowe'a, a następnie dokładniej w  1968, w Japonii  przez Fukase. W 1980 Bardwick zaproponował skrótowiec POEMS, odnoszący się do wiodących objawów zespołu, i nazwa ta powszechnie przyjęła się na świecie.
Do dziś nie ustalono jednolitych kryteriów rozpoznania zespołu, jednak większość badaczy uważa, że aby rozpoznać zespół POEMS, konieczne jest występowanie co najmniej 3 z 5 wiodących objawów.

## Występowanie
Do tej pory w literaturze opisano kilkaset przypadków zespołu POEMS. Uważa się jednak, że wiele przypadków pozostaje nierozpoznanych. Choroba występuje częściej u mężczyzn niż kobiet (2,5:1). Szczyt zachorowalności przypada na 5 i 6 dekadę życia – z tym, że u mężczyzn średni wiek wystąpienia objawów to 48 lat, u kobiet natomiast 59 lat. Czas przeżycia od rozpoznania do śmierci jest szacowany średnio na 8 lat.

## Objawy chorobowe
- Polineuropatia w przebiegu choroby ma charakter obustronny i symetryczny. Uszkodzeniu ulegają zarówno nerwy ruchowe jak i czuciowe. Początkowo uszkodzenie dotyczy dystalnych części kończyn, ale stopniowo postępuje w kierunku dogłowowym. Nerwy czaszkowe nie ulegają uszkodzeniu.
- Organomegalia, czyli powiększenie narządów, obejmuje przede wszystkim wątrobę, węzły chłonne i śledzionę.
- Endokrynopatie pod postacią impotencji, ginekomastii, cukrzycy, niedoczynności tarczycy, hiperprolaktynemii, niedoczynności przytarczyc. U kobiet występuje również brak miesiączki.
- Monoklonalne białko, będące podstawą zaliczenia choroby do grupy gammapatii monoklonalnych. Białko monoklonalne (tak zwane białko M) najczęściej należy do grupy immunoglobulin A lub immunoglobulin G i zbudowane jest z łańcuchów lekkich typu lambda. Opisywane są jednak przypadki, gdy funkcję białka M spełniały łańcuchy kappa immunoglobuliny M[2].
- Skórne zmiany występują najczęściej pod postacią nadmiernej pigmentacji, rozwoju nadmiernego owłosienia, ścieńczenia skóry oraz zmian imitujących sklerodermię.

## Etiologia
Etiologia choroby jest nieznana, jednak u chorych obserwuje się podwyższenie stężeń czynnika wzrostu śródbłonka naczyniowego, interleukiny 1, interleukiny 6 i TNF-α. Wystąpienie zespołu było obserwowane w przypadkach nietypowego (osteosklerotycznego) przebiegu szpiczaka plazmocytowego, makroglobulinemii Waldenströma i gammapatii monoklonalnej o nieokreślonym znaczeniu.

## Leczenie
- Chorzy ze zmianami ograniczonymi mogą być leczeni chirurgicznie i poprzez radioterapię.
- Chorzy poniżej 65 roku życia mogą być leczeni wysokodawkową chemioterapią w oparciu o schemat VAD (winkrystyna, adriamycyna, deksametazon), wspomaganą autogenicznym przeszczepianiem komórek macierzystych z krwi obwodowej.
- Chorzy powyżej 65 roku życia – terapia melfalanem, jako jedynym lekiem lub w skojarzeniu z cyklofosfamidem, doksorubicyną, wepezydem lub innymi. W przypadku braku odpowiedzi na takie leczenie stosuje się leczenie immunomodulujące (talidomid i bortezomib).
- Badacze z Mayo Clinic sugerują również wyrównanie zaburzeń endokrynologicznych[3].

## Rokowanie
W przypadku odpowiedzi na leczenie i remisji (brak białka M w surowicy lub moczu) zmniejszają się lub też całkowicie ustępują pozostałe zmiany.